# Lane (Dakota del Sur)
Lane es un pueblo ubicado en el condado de Jerauld en el estado estadounidense de Dakota del Sur. En el Censo de 2010 tenía una población de 59 habitantes y una densidad poblacional de 48,99 personas por km².

## Geografía
Lane se encuentra ubicado en las coordenadas 44°4′11″N 98°25′29″O / 44.06972, -98.42472. Según la Oficina del Censo de los Estados Unidos, Lane tiene una superficie total de 1.2 km², de la cual 1.2 km² corresponden a tierra firme y (0%) 0 km² es agua.

## Demografía
Según el censo de 2010, había 59 personas residiendo en Lane. La densidad de población era de 48,99 hab./km². De los 59 habitantes, Lane estaba compuesto por el 100% blancos, el 0% eran afroamericanos, el 0% eran amerindios, el 0% eran asiáticos, el 0% eran isleños del Pacífico, el 0% eran de otras razas y el 0% pertenecían a dos o más razas. Del total de la población el 3.39% eran hispanos o latinos de cualquier raza.